# 遵义府
遵义府，明朝时设置的府。

遵义府在贵州省的位置（1820年）

原为播州宣慰司辖地。万历二十八年（1600年），播州杨氏土司叛乱。明朝政府平定播州之乱后，于万历二十九年四月（1601年）改置，治所在遵义县（今贵州省遵义市）。属四川承宣布政使司。下领一州（真安州，领绥阳县、仁怀县），另领二县：遵义县、桐梓县。辖境相当今贵州省遵义市区和桐梓、绥阳、仁怀、正安、赤水、习水等市县地。清朝雍正七年（1729年）改属贵州省。1913年，全国废府，故废。

## 外部連結
[在维基数据编辑]
 《欽定古今圖書集成·方輿彙編·職方典·遵義府部》，出自陈梦雷《古今圖書集成》